# Siete mesas de billar francés
Siete mesas de billar francés es una película española del 2007 dirigida por Gracia Querejeta.

## Argumento
Ángela (Maribel Verdú) y su hijo Guille (Víctor Valdivia) llegan a un hospital de Madrid, donde estaba internado el padre de ella debido a una repentina enfermedad, y les comunican que ha muerto. Allí se encuentran con Charo (Blanca Portillo), amante del difunto, que da a conocer el negocio de Leo, que no es nada rentable: tiene una sala de juegos con 7 mesas de billar francés. Al volver, Ángela se entera, por un amigo y compañero de trabajo de su marido (José Luis García Pérez), que él había desaparecido y que llevaba una doble vida, y para mantener a su segunda familia se dedicaba a la corrupción dentro de la comisaría de policía donde trabajaba. Ángela decide volver a la gran ciudad y reabrir el negocio de su padre.

## Producción y rodaje
El rodaje de la película se desarrolló entre agosto y noviembre de 2006 en diversos lugares de España, entre ellos Vigo, Coslada y Madrid.

## Premios
Festival de San Sebastián 2007
| Categoría                         | Persona         | Resultado |
| --------------------------------- | --------------- | --------- |
| Concha de Plata a la mejor actriz | Blanca Portillo | Ganadora  |
XXII edición de los Premios Goya
| Categoría                 | Persona                                         | Resultado  |
| ------------------------- | ----------------------------------------------- | ---------- |
| Mejor película            | Mejor película                                  | Candidata  |
| Mejor directora           | Gracia Querejeta                                | Candidata  |
| Mejor actriz protagonista | Maribel Verdú                                   | Ganadora   |
| Mejor actriz protagonista | Blanca Portillo                                 | Candidata  |
| Mejor actriz de reparto   | Amparo Baró                                     | Ganadora   |
| Mejor actor de reparto    | Raúl Arévalo                                    | Candidato  |
| Mejor guion original      | Gracia Querejeta David Planell                  | Candidatos |
| Mejor fotografía          | Ángel Iguacell                                  | Candidato  |
| Mejor montaje             | Nacho Ruiz Capillas                             | Candidato  |
| Mejor sonido              | Iván Marín José Antonio Bermúdez Leopoldo Aledo | Candidatos |
Medallas del Círculo de Escritores Cinematográficos de 2007
| Categoría               | Persona                          | Resultado |
| ----------------------- | -------------------------------- | --------- |
| Mejor película          | Mejor película                   | Ganadora  |
| Mejor actriz            | Maribel Verdú                    | Ganadora  |
| Mejor director          | Gracia Querejeta                 | Nominada  |
| Mejor actriz            | Blanca Portillo                  | Nominada  |
| Mejor actor secundario  | Raúl Arévalo                     | Nominado  |
| Mejor actor secundario  | Jesús Castejón                   | Nominado  |
| Mejor actriz secundaria | Amparo Baró                      | Nominada  |
| Mejor guion original    | David Planell y Gracia Querejeta | Nominados |
| Mejor montaje           | Nacho Ruiz Capillas              | Nominado  |
52.ª edición de los Premios Sant Jordi
| Categoría                         | Persona       | Resultado |
| --------------------------------- | ------------- | --------- |
| Mejor actriz en película española | Maribel Verdú | Ganadora  |

## Reparto
| Intérprete             | Personaje               |
| ---------------------- | ----------------------- |
| Maribel Verdú          | Ángela                  |
| Blanca Portillo        | Charo                   |
| Jesús Castejón         | Antonio                 |
| Víctor Valdivia        | Guille                  |
| Enrique Villén         | Tuerto                  |
| Raúl Arévalo           | Fele                    |
| Ramón Barea            | Jacinto                 |
| Lorena Vindel          | Evelin                  |
| Natalia Mateo          | Julia                   |
| César Cambeiro         | Mouriños                |
| José Luis García-Pérez | Fran                    |
| Amparo Baró            | Emilia                  |
| Sebastián Haro         | Encargado peajes        |
| Luisa Merelas          | Luchi                   |
| Celia Bermejo          | Vecina Tuerto           |
| Ian de Muns            | Juan                    |
| Ricardo de Barreiro    | Empleado funeraria      |
| Akihiko Sekitawa       | Camarero oriental       |
| Chuen Lam              | Maitre oriental         |
| Adolfo Obregón         | Administrativo hospital |
| José María Morales     | Vizcaíno                |
| Álex Quiroga           | Joven disco pub         |
| Vicente Benito         | Leo                     |
| Eva Díaz Obregón       | Gloria                  |
| Chus Guedella          | Policía                 |

## Locaciones de producción
- Madrid
- Coslada, Madrid
- Vigo, Pontevedra